# Ceratomia hageni
Ceratomia hageni ist ein Schmetterling (Nachtfalter) aus der Familie der Schwärmer (Sphingidae).

## Merkmale
Die Falter haben eine Vorderflügellänge von 40 bis 46 Millimetern. Sie sehen Ceratomia undulosa ähnlich. Frische Exemplare weisen jedoch einen grünlichen Schimmer auf. Ceratomia hageni besitzt wie auch die ähnliche Art einen weißen Diskalfleck und einen weißen Saum am Vorderflügelaußenrand, die weiße Mediallinie fehlt jedoch. Stattdessen hat sie eine dunkle Mediallinie, wobei zusätzlich der Submarginalbereich und die Flügelspitze weiß gezeichnet sind. Der Vorderrand der Vorderflügel ist bei manchen Individuen eher bräunlich. Die Oberseite der Hinterflügel ist dunkel graubraun mit blasserem Grau an der Basis und am Außenrand.

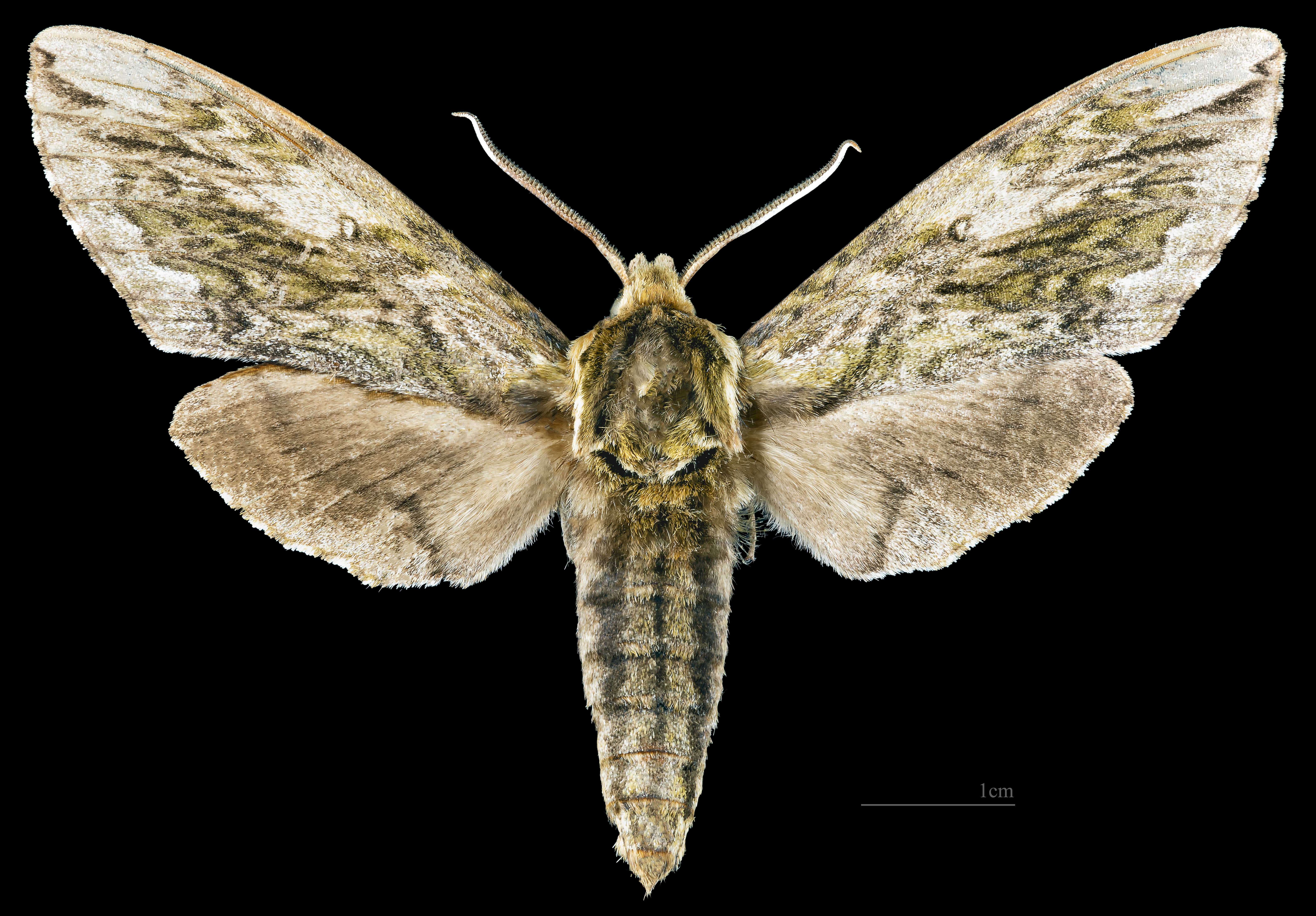
Ceratomia hageni ♂
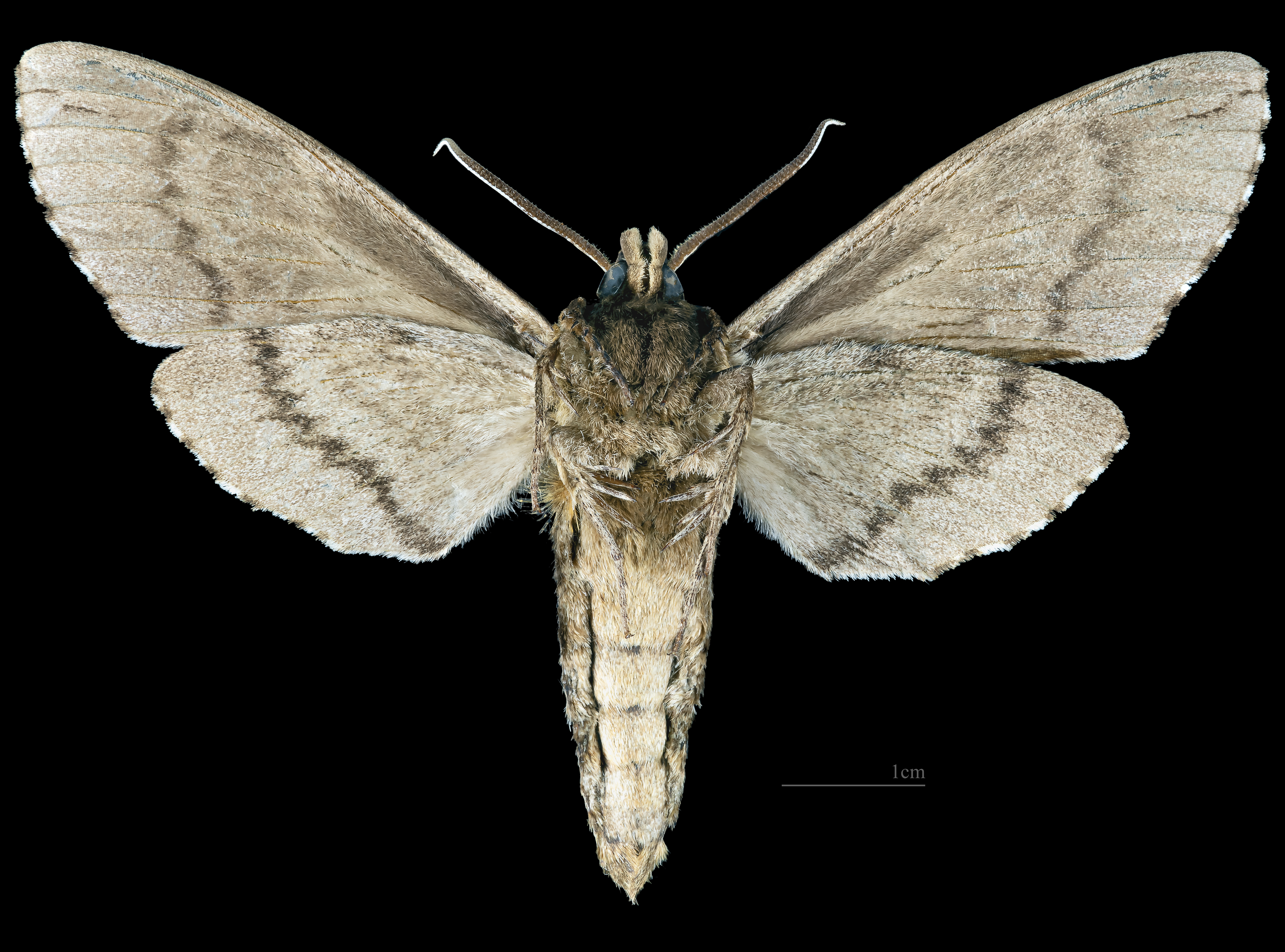
Ceratomia hageni ♂   △

Die Raupen haben im letzten Stadium eine grüne bis braune Grundfarbe. Sie sind klein weiß bepunktet, sodass der Körper rau wirkt. An den Seiten befinden sich sieben schräge Streifen, die von der Vorderseite eines Segments zum Rücken des nachfolgenden Segments reichen. Die Streifen sind zum Rücken hin sehr variabel violett gerandet. Das ziemlich gekörnte Analhorn ist nahezu weiß.
Die Puppe hat Ähnlichkeit mit der von Ceratomia sonorensis. Sie ist hell rotbraun und hat eine glatte, glänzende Oberfläche. Am sechsten und siebten Segment kann man Rillen für die Stigmen erkennen. Die Rüsselscheide ist vollständig verwachsen. Der kurze, breite Kremaster endet in einer ziemlich stumpfen Doppelspitze.

## Vorkommen
Die Art ist vor allem an den Wasserläufen des Ohio-River-Tals und des Mississippi-River-Tals im Zentrum der Vereinigten Staaten verbreitet. Nördlich reicht die Verbreitung in den Südwesten Ohios und schließt weite Teile Indianas und den äußersten Südwesten Michigans und Wisconsins ein. Im Süden gibt es vereinzelte Nachweise aus Tennessee, dem äußersten Nordosten Georgias und den Golfstaaten. Im Westen ist die Art im Osten Nebraskas, in Kansas, Oklahoma und Texas verbreitet und dort auch häufig.
Ceratomia hageni besiedelt offenbar ausschließlich Laubwälder nahe an Wasserläufen.

## Lebensweise
Die Falter fliegen nachts Lichtquellen an. Ob die Falter Nahrung aufnehmen, ist nicht bekannt.

### Flug- und Raupenzeiten
Die Flugzeiten und Generationenfolgen der Falter sind nicht vollständig bekannt. In Michigan scheint die Art in nur einer Generation im Spätsommer von Mitte Juli bis Anfang September zu fliegen. In Indiana und Illinois erfolgen die meisten Nachweise im Juni und Juli, einige sind aber auch noch von August und Anfang September bekannt. Ob hier mehr als eine Generation pro Jahr ausgebildet wird, ist unbekannt. Weiter südlich fliegt die Art im Mississippi River-Tal von April bis September in zumindest zwei, möglicherweise drei Generationen.

### Nahrung der Raupen
Die Raupen ernähren sich offenbar ausschließlich von den Blättern des Milchorangenbaumes (Maclura pomifera).

## Entwicklung
Die Weibchen legen ihre Eier in kleinen Gelegen von 4 bis 12 Stück an den Blattunterseiten der Raupennahrungspflanzen ab. Die Raupen leben während der ersten beiden Stadien gesellig, ab dem dritten Stadium beginnen sie sich aufzuteilen und leben schließlich im letzten Stadium solitär. In den Ruhephasen ziehen sich die Raupen häufig auf den Stamm der Bäume zurück und verstecken sich in Ritzen der Rinde. Gefressen wird jedoch an den jungen Blättern am Ende der Äste. Ältere Raupen lassen sich bei Störung vom Baum fallen und verweilen bewegungslos am Boden. Die Verpuppung erfolgt in einer Kammer, mehrere Zentimeter tief im Erdboden.

## Belege